# ゴットリープ・ヘリング

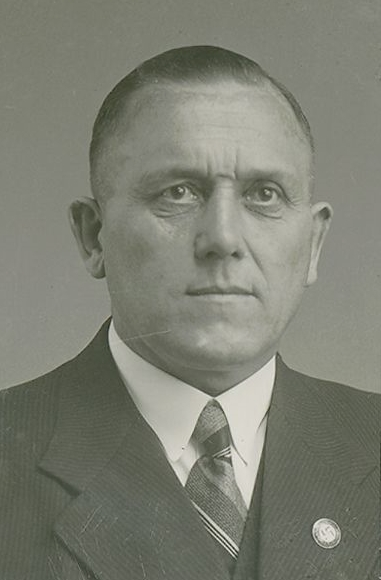
ゴットリープ・ヘリング（1930年代）

ゴットリープ・ヘリング（Gottlieb Hering, 1887年6月2日 - 1945年10月9日）は、ドイツの警察官。ナチス・ドイツの時代、ベウジェツ強制収容所所長を務めたほか、T4作戦およびラインハルト作戦にも関与した。警察官としてはゲッピンゲン刑事警察部長などを歴任したほか、親衛隊（SS）の将校としては親衛隊大尉の地位にあった。

## 経歴

### 第一次世界大戦まで
1887年、ヴァルムブロンに生まれる。
学校教育を終えた後、ヘリングはレーオンベルクにて農夫として働いた。1907年から1909年、3年間の兵役のため第20槍騎兵連隊に勤務し、その後さらに3年間志願兵として務めた。1912年、ハイルブロンの警察に採用される。1914年に結婚し、後に息子1人を儲けている。第一次世界大戦勃発後、1915年から第123擲弾兵連隊の機関銃中隊の一員として従軍し、1918年の休戦まで北フランス方面（西部戦線）で戦った。敗戦時の階級は軍曹だった。戦時中の戦功のため、一級鉄十字章を受章している。

### 警察官として
戦後、ハイルブロンの警察に復職する。1919年、ゲッピンゲンの刑事警察に巡査部長（Kriminalwachtmeister）として配属。1929年までに上級委員（Kriminaloberkommissar）に昇進し、ゲッピンゲン刑事警察部長に就任した。ヴァイマル共和政の時代、ヘリングは急進的な政党の監視に関する特別委員会で委員長を務めたこともあるほか、党員ではないものの社民党に共感的な立場を取っていた。国民社会主義ドイツ労働者党（NSDAP, ナチ党）およびその下部組織であるSSや突撃隊（SA）に対する抜本的な対応の必要性を主張していたこともあり、「ナチを喰らう者」（Nazi-Fresser）ともあだ名された。
1933年、NSDAPによる権力掌握の後、ゲッピンゲンのNSDAP党員らはヘリングの解任を強く要求するようになった。1912年からの友人でNSDAP党員でもあった同僚クリスティアン・ヴィルトは、地元のSSやSAの隊員からの暴力的な抗議が起こっていたにもかかわらず、ヘリングへの支持を訴えた。ヴィルトの働きかけもあってヘリングは警察に残り、シュトゥットガルト警察本部に移った。1933年5月にNSDAPに入党した。シュトゥットガルトではヴィルトが率いた重大犯罪特別委員会に参加し、殺人事件の捜査にも携わった。1937年、地方書記（Kriminalbezirkssekretär）に就任。1939年にはシュヴェニンゲン刑事警察長官を数週間務めた。第二次世界大戦勃発後の1939年12月、ヘリングを含む警察幹部らはゴーテンハーフェンに集められ、ここで彼らは民族ドイツ人をソビエト連邦の関心地域から「新たなドイツ東部領土」に移住させる任務に従事した。

### T4作戦およびラインハルト作戦

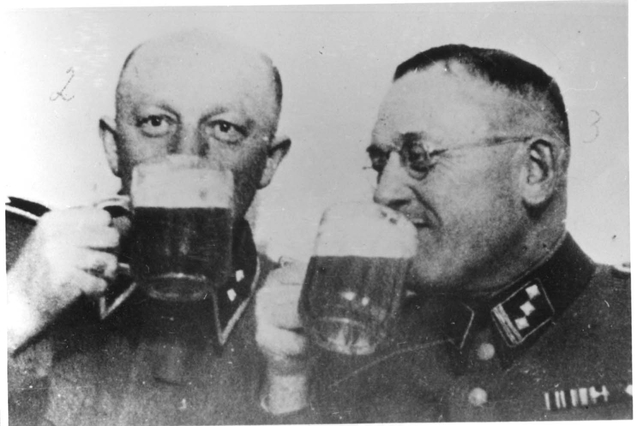
ハインリヒ・グレイSS曹長（左）と乾杯するヘリングSS大尉（右）

ゴーテンハーフェンでの任務を終えた後、1940年代末から1942年半ばまでは各地の安楽死施設（Tötungsanstalt）に併設された特別登記所に勤務。ベルンブルク特別登記所とハダマー安楽死施設特別登記所での勤務を経て、ゾンネンシュタイン城特別登記所では所長を務めた。特別登記所での勤務を通じ、ヘリングは殺害された障害者の死因の偽装に関与した。ヘリングは「総統の特別命令のもと」（in einem Sonderauftrag des Führers）で実施した任務について功績が認められたとして、総統官房では1942年5月1日にヴュルテンベルク内務省への異動を推薦した。
1942年6月からプラハの風紀警察・保安部指導者学校に移った後、1942年7月初旬からはラインハルト作戦の一環として設置されたベウジェツ強制収容所に配属された。1942年8月1日、ラインハルト作戦における3つの強制収容所の総監職に転じたヴィルトの後任として所長に就任。1942年7月から10月にかけて、ガスで処刑するために輸送される収容者の数はピークに達した。非人道的な輸送条件のため、移動中に死亡した者も多かった。ヘリングの指示のもと、ガス室に入ることができないほど衰弱していた収容者たちは、第2収容所にて首を撃たれて処刑された。
ヘリングは1942年12月までベウジェツ収容所で所長を務めた。その後は収容所の撤収作業を監督すると共に、パウル・ブローベルSS大佐が指揮した1005作戦における「地ならし」作業（Enterdung）の一環として、集団墓地からの死体の掘り返しおよび焼却を行った。1942年11月から1943年3月にかけて、3つまたは4つの薪の山を用いて40万人分以上の死体が焼却された。焼却後、ヘリングは残った職員らにあらゆる痕跡の隠蔽を指示して収容所を離れた。また、残っていた300人ほどの囚人と収容者組織のユダヤ人職員ら（カポ）には、死体処分への協力の対価として、収容所の閉鎖後は十分な食料を与えた上でルブリンに送ると約束していた。しかし、彼らを載せた車列は1943年6月30日にソビボル強制収容所に到着し、そこで全員が射殺された。1943年1月30日、ヘリングはベウジェツ付近の2箇所の集落に火を放った上に住民46人を射殺したとして親衛隊・警察法廷（軍法会議に相当）で起訴を受けたが、それまでの「功績」を考慮して罪には問われなかった。
1943年春、ヘリングはポニアトーヴァ強制労働収容所の所長に就任した。また、ベウジェツ収容所の元職員らもヘリングと共に派遣された。いわゆる収穫祭作戦において、ポニアトーヴァ収容所では少なくとも14,000人の収容者が射殺された。作戦後、収容所は閉鎖され、ヘリングは再び死体の焼却作業を監督した。1943年中頃からは、ラインハルト作戦の一環としてソビボル収容所の「後始末」にも携わった。ハインリヒ・ヒムラーSS長官は、ヘリングのこれまでの「功績」を踏まえて、ラインハルト作戦における最も有能な職員の1人だと評したという。しかし、ヘリングはこの時点でもSS隊員ではなく、一連の功績に対する昇進が検討された時に問題が起こった。昇進に関連する要件調査の中で、ヘリングが1939年に隊員にふさわしくないとしてSSへの入隊を拒否されていたことが明らかになったのである。しかし、オディロ・グロボクニクSS中将からの推薦もあり、それまでSS隊員として勤務した経歴がなかったにもかかわらず、1943年のうちに親衛隊大尉の階級を与えられた。

### アドリア海沿岸での業務
ラインハルト作戦の完了後、ヘリングは作戦に参加した人員の大半と同様、1943年末からアドリア海沿岸のトリエステに移った。アドリア海岸作戦地域親衛隊・警察高級指導者だったグロボクニクの指揮下にあり、旧友クリスティアン・ヴィルトが局長を務めていたR作戦特別局において、トリエステを担当地域とするR I部（Einheit R I）を率いた。特別局はR I（トリエステ）、R II（フィウメ）、R III（ウーディネ）の3つの部署から構成され、ユダヤ人の絶滅、ユダヤ財産の没収、パルチザンへの対応という任務に従事した。1944年5月にヴィルトが戦死すると、ヘリングは局長代行を務め、ディートリヒ・アーレースが正式な後任局長に就任する7月まで務めた。その後はR I部に戻った。なお、彼が局長代行を務めている間は、ヨーゼフ・オーバーハウサーがR I部長を代行していた。R I部長として、ヘリングはリジエラ・ディ・サン・サッバ強制収容所所長も兼ねた。この収容所は元は精米所で、最大で5,000人ほどのユダヤ人およびパルチザン容疑者が殺害されたと言われている。1945年4月11日、ハダマー勤務時に出会ったドイツ女子同盟（BDM)団員のヘレーネ・リーグラフ（Helene Riegraf）と結婚し、トリエステに居を構える。敗戦が迫る中、特別局は1945年4月末に北イタリアから撤収し、ヘリングはドイツ本国へと戻った。

### 敗戦後
敗戦後の短期間、ヘリングは再びハイルブロンで刑事警察部長を務めたと言われている。1945年10月、シュテッテン城（1943年からシュトゥットガルト市営の代替病院が設置されていた）にて病死したが、詳しい状況は伝わっていない。1948年にヘリングよりもずっと若い未亡人のヘレーネが非ナチ化手続きの際に作成した書類と、シュトゥットガルト警察本部が保管していた個人記録（「1944年10月に任務から帰還」とのみ書かれている）は、どちらも1939年12月以降のヘリングの所在や任務についてほとんど触れていない。さらに、解放省（Befreiungsministerium, 非ナチ化担当部局）での交渉を経て、ヘリングは主犯や被疑者と見なされ得ないと結論された。そのため、ヘレーネは財産没収や恩給受け取り資格の剥奪といった処分を受けなかった。この決定は1972年、いわゆる第131条該当者（131er）の資料調査を経て確定した。